# Rorate cæli

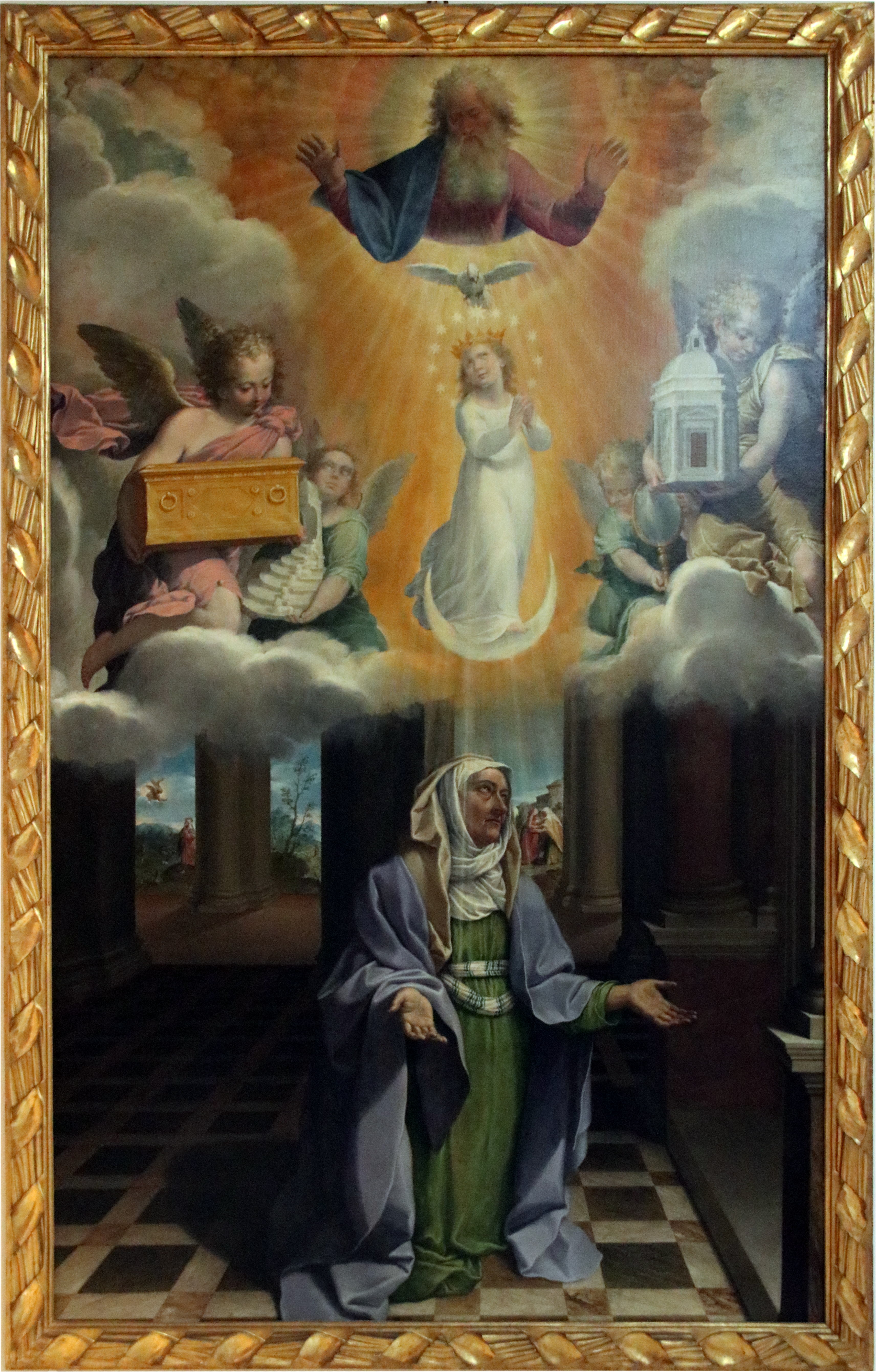
Întruparea în viziunea Sfintei Ana de Bartolomeo Cesi (c. 1595)

„Rorate cæli” sau „Rorate cœli” sunt cuvintele cu care începe versetul din Isaia 45:8 în Vulgata . Este un cântec consacrat misterului Întrupării și Sfintei Fecioare, Maica Sfântă, tradus ca „Să picure cerurile de sus” sau „Coboară roua din senin”.  El exprimă dorința Patriarhilor și Profeților și, în mod simbolic, a Bisericii, în vremea când se așteaptă venirea Mântuitorului promis.
Este cântat de Advent. Apare zilnic pe tot parcursul acestei perioade ca rugăciune și răspuns după imnul de la Vecernie.

## Liturghia Rorate
Liturghia Rorate este votivă și este celebrată înainte de ivirea zorilor, doar la lumina candelelor și lumânărilor. Este o tradiție păstrată mai ales în ariile aflate sub influența germană. În Ungaria, este tipică pentru Seminariul Teologic din Eger, de unde este transmisă prin radio în fiecare dimineață.

## Text
| limba latină | limba română |
| --- | --- |
| Rorate, cæli, desuper, et nubes pluant justum I. Ne irascaris Domine, ne ultra meminer is iniquitatis : ecce civitas Sancti facta est deserta : Zion deserta facta est : Ierusalem desolata este : domus sanctificationis tuæ et gloriæ tuæ, ubi laudaverunt te patres nostri. II. Peccavimus, et facti sumus tamquam immundus nos, si cecidimus quasi folium universi : si iniquitates nostræ ventus astulerunt nos : abscondisti faciem tuam a nobis, et allisisti nos in manu iniquitatis nostræ. III. Golicitate, Domine, afflictionem populi tui si mitte quem missurus es : emite Agnum dominatorem terræ, de petra deserti ad montem filiæ Sion, ut auferat ipse iugum captivitatis nostræ. IV. Consolamini, consolamini, meus populace : cito veniet salut tua. Quare mærore consumeris, quia innovavit te pain ? Salvabo te, noli timere, ego enim sum Dominus Deus tuus, Sanctus Israel, redemptor tuus. | Coboară roua din senin, Din cer coboară Domnul Sfânt! 1. Îmblânzește-te, Dumnezeule, Și nu-ți mai aminti de fărădelegile noastre! Iată, cetatea sfântă e pustie, jafului Sionul a fost dat. Trist este Ierusalimul, casa sfinților tăi și slavei tale, Unde te-au proslăvit pe tine părinții noștri. 2. Greșit-am cu toții și sufletul ni l-am pângărit, Și am căzut ca frunza copacilor; Fărădelegile noastre ca vântul ne-au spulberat; Iar tu ți-ai ascuns fața dinaintea noastră Și ne-ai lăsat pradă răutății noastre. 3. Gândește-te, Doamne, la mâhnirea poporului tău Și dă-ni-l pe Cel Făgăduit! Dă-ni-l pe Mielul stăpânitor al pământului, Îndreaptă-l spre lăcașul noroadelor tale, Ca să ridice lanțurile robiei noastre! 4. Fii mângâiat, fii mângâiat, poporul meu, Căci e aproape mântuirea ta! Pentru ce durerea te-a doborât și tristețea a pătruns inima ta? Eu te voi mântui, fii fără teamă, căci eu sunt Domnul Dumnezeul tău, Sfântul lui Israel, Mântuitorul tău. |

Versurile sunt versete preluate din Cartea lui Isaia (capitolele XLV, LXIV, XVI, XL și XLI) și din Cartea Exodului (IV).

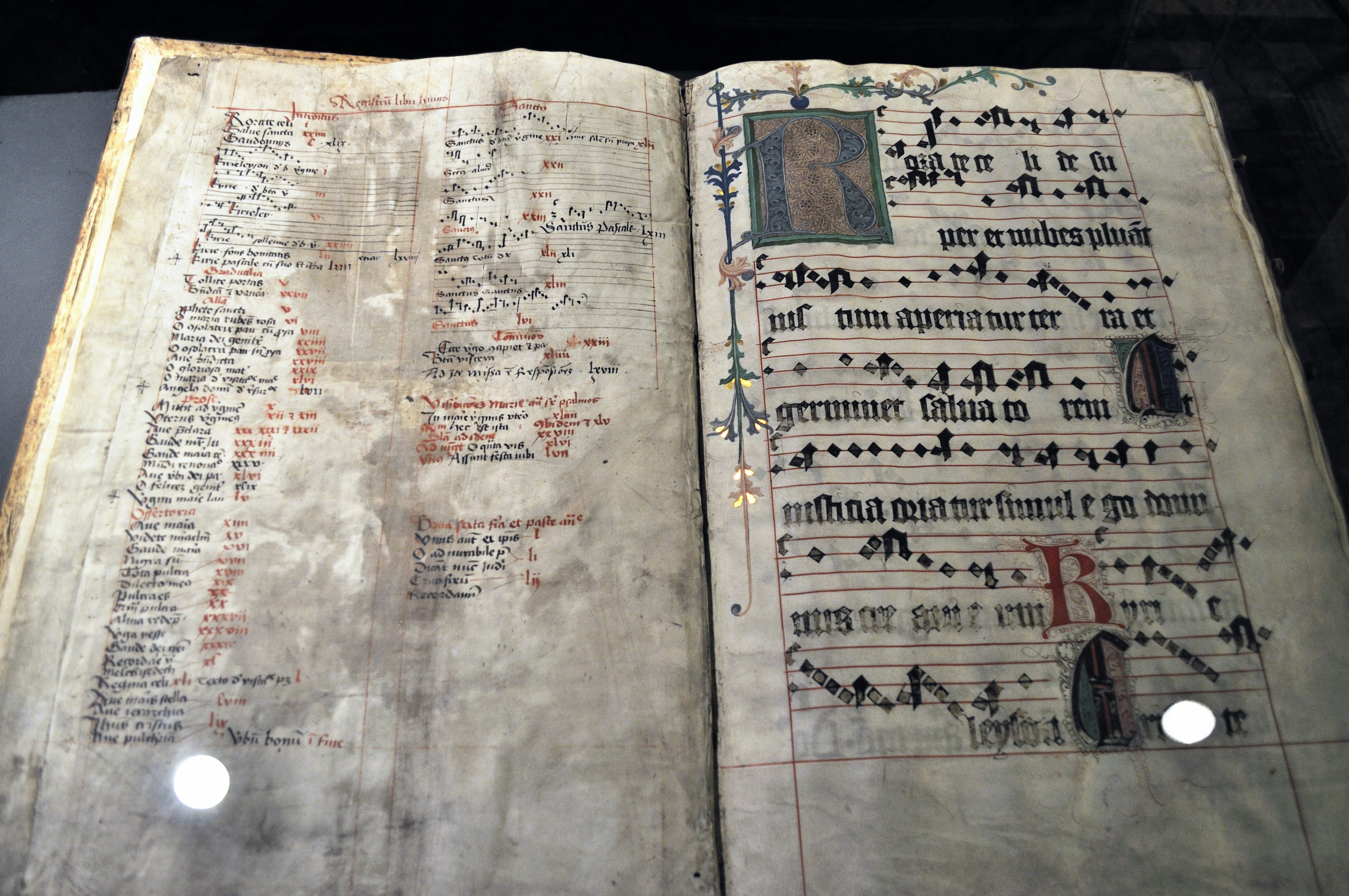
Introducerea într-un manuscris neclasificat, păstrat la Muzeul Cetății Teutonice din Marienburg din Polonia.

## Origine
Deși este dificil de identificat originea exactă a acestui cântec, ea este străveche. Textul se regăsește atât în ritul roman antic, cât și în ritul ambrosian, cu melodiile lor diferite, dar și unele asemănări. Cea mai veche urmă este sacramentarul restaurat, numit gregorian și folosit la Roma din VIIe siècle.
Acest text a fost atribuit inițial celor Patru Anotimpuri ale Adventului. Exista la Roma un obicei al posturilor săptămânale în zilele de miercuri, vineri și sâmbătă. În ultima sâmbătă a avut loc o mare liturghie de priveghere. Potrivit lui Jacques Viret, Quatre-Temps nu erau altceva decât o tradiție străveche rezultată dintr-un rit păgân al operațiunilor agricole , pe care Biserica, în primele sale secole de evanghelizare, l-a transformat în sărbători religioase, conducând poporul spre o pasiune spirituală. Iar masa Rorate cæli a fost calificată drept cea a Miercurei celor Patru Timpuri, ca o deschidere, ceea ce sugerează importanța acestei liturghii. La Roma, aceste Four Times, inclusiv melodia Rorate cæli, au fost dezvoltate între secolele al IV-lea și al VIII-lea.